# Reyknesingar
Reyknesingar fue uno de los más poderosos clanes familiares de la Era vikinga durante el periodo de la Mancomunidad Islandesa, siglos IX y X. La saga Gull-Þóris menciona cierto protagonismo en la colonización islandesa en el goðorð de Reykjanes, en la región de Austur-Barðastrandarsýsla durante los tiempos de Úlfur skjálgi Högnason. También están presentes en Þorgils saga ok Hafliða donde se hace patente el liderazgo del goði Þorgils Oddson en el clan, Hálfs saga ok Hálfsrekka, saga de Gísla Súrssonar y la saga de Laxdœla. El clan tuvo vínculos con los jarls de las Orcadas en el siglo XII, durante el gobierno de Harald Maddadsson. El clan proclamaba ser descendientes del rey noruego Hálfur Hjörleifsson, dinastía que también compartían los Svínfellingar.